# Mejselnäbbar
Mejselnäbbar (Simoxenops) är ett fågelsläkte i familjen ugnfåglar inom ordningen tättingar. Släktet omfattar endast två arter med utbredning i södra och sydvästra Amazonområdet samt i västra och centrala Bolivia:
- Perumejselnäbb (S. ucayalae)
- Boliviamejselnäbb (S. striatus)

Genetiska studier visar dock att det ligger inbäddat i Syndactyla och inkluderas numera därför vanligen i det släktet.